# Fiegen
Fiegen ist ein Familienname mit Verbreitung in Deutschland und Nachbarländern.

## Namensträger
- David Fiegen (* 1984), luxemburgischer Mittelstreckenläufer
- Fiegen (Adelsgeschlecht), niedersächsisches Adelsgeschlecht (in früher Schreibweise auch: Fiege)